# Lancia Ardea
La Lancia Ardea è un'automobile prodotta dalla casa torinese Lancia dal 1939 al 1953.

## Il contesto
Il 1939 volge al termine tra i primi bagliori della guerra, quando la Casa torinese lancia sul mercato un nuovo prodotto rivoluzionario, alla cui realizzazione ha probabilmente contribuito il famoso progettista Vittorio Jano, passato dall'Alfa Romeo alla Lancia nel febbraio 1938. Alla vettura viene dato il nome “Ardea”, corrispondente a quello di un'antichissima città laziale (geograficamente a sud di Pomezia).

Interni dell' Ardea prima serie

Anche se l'idea di una vettura di piccola cilindrata da affiancare all'Aprilia è sicuramente parto della fervida mente di Vincenzo Lancia (che pare l'avesse già definita come la più popolare vettura tra quelle che ho prodotto finora), il primo vagito di quella che poi sarà l'Ardea si può identificare in un brevetto, depositato circa due mesi dopo la scomparsa di monsù Lancia, nella primavera del 1937, per una nuova distribuzione a valvole in testa inclinate, comandate da un solo albero di distribuzione azionato da una catena silenziosa munita di tenditore automatico. Dietro questa poco entusiasmante definizione, si cela però un ingegnoso meccanismo mediante il quale un solo albero a camme aziona, tramite otto aste molto corte (e bilancieri), le valvole, che risultano inclinate rispetto all'asse dei cilindri: il sistema consente così di ottenere, senza dover ricorrere a due o più alberi a camme, le teste emisferiche, considerate all'epoca il massimo per l'elevato rendimento.
Per quanto riguarda invece la linea della carrozzeria, la signora Adele Lancia ed i suoi collaboratori non hanno alcun dubbio: essa deve ripetere, praticamente ridotta in scala 9:10, quella della sorella maggiore Aprilia, già accolta con favore da pubblico e critica ed avviata al successo. Vero e proprio gioiellino, l'Ardea ha il torto di nascere in un momento sbagliato: quando, nel novembre del 1939, essa viene presentata al Capo del Governo italiano, Benito Mussolini, si respira aria di guerra (due mesi prima, il 1º settembre, Hitler ha scatenato il conflitto mondiale), in Italia è appena stato istituito il divieto di circolazione (imposto dal 3 settembre sarà provvisoriamente abrogato l'8 dicembre 1939), la benzina è razionata, il clima insomma non è certo quello ideale per il lancio di un nuovo modello di vettura, ancorché relativamente economico.

## La storia e le caratteristiche

L'Ardea (a destra) affiancata dalla sorella maggiore Aprilia (1939)

L'Ardea (in secondo piano) e (in primo piano) la sorella maggiore Aprilia (1939)

Il pianale dell'Ardea (1939)

Il lamierato della “coda” della Ardea (1939)

La Lancia Ardea (o tipo 250) è dunque una piccola vettura, dalle brillanti prestazioni, che si presenta con una carrozzeria berlina a quattro porte la cui linea ricalca quella dell'Aprilia.
Considerata l'ottima riuscita riscontrata sulla sorella maggiore, anche la struttura di questo nuovo modello è naturalmente del tipo “portante”.
L'Ardea dispone di un motore (tipo 100) a 4 cilindri a V stretto (l'angolo della “V” dovrebbe essere di 19°54′ anche se qualche fonte riporta 17°40′) di 903 cm³ (alesaggio mm 65 e corsa mm 68) che eroga una potenza massima di 28,8 hp e che può ruotare al bel regime (per l'epoca) di 4600 giri al minuto.
Seguendo i dettami di monsù Lancia, il progetto del motore dell'Ardea – oltre al già descritto sistema di distribuzione – prevede un gruppo leggero (circa 80 kg) e di dimensioni compatte, pur se con il monoblocco motore realizzato in ghisa a pareti sottili per evitare il ricorso alle leghe d'alluminio, giudicate più costose ed ancora non sufficientemente affidabili. Raffinato particolare di questo motore sono le bielle in duralluminio.
I collaudi dell'Ardea vengono portati avanti dall'esperto Luigi Gismondi, che inizialmente utilizza alcune Aprilia munite di motore Ardea, e che non riscontra gravi inconvenienti, fatta salva una scarsa affidabilità degli ammortizzatori anteriori, cui peraltro si riesce infine a porre rimedio modificando opportunamente l'avantreno.
Per quanto riguarda le sospensioni, ferma restando l'impostazione classica Lancia all'avantreno (ruote indipendenti con cannocchiali verticali incorporanti i molloni elicoidali ed ammortizzatori idraulici concentrici), troviamo un retrotreno non più “complesso” come quello dell'Aprilia, ma un più semplice e classico ponte rigido con balestre longitudinali
Una caratteristica interessante è data dall'albero di trasmissione con giunti snodati ed elastici ad incastri cilindrici (all'interno di boccole in gomma). Il resto della trasmissione è composto dalla solita frizione monodisco a secco e da un cambio a quattro rapporti avanti, con ingranaggi del tipo a imbocco rapido.
Questo il quadro riepilogativo delle misure di costruzione e di ingombro dell'Ardea poste a confronto con quelle della contemporanea Aprilia seconda serie: passo cm 244,0 (Aprilia 275,0), carreggiata anteriore cm 116,2 (126,2), carreggiata posteriore cm 118,0 (128,7), lunghezza vettura cm 361,5 (393), larghezza cm 138,0 (150,0), altezza cm 151,0 (153,0).
Malgrado le dimensioni più ridotte, l'abitacolo dell'Ardea – il cui accesso è anche qui ottimo per via del sistema di apertura delle portiere ad armadio e della assenza del montante centrale – non sacrifica i passeggeri: la posizione molto avanzata del motore – montato quasi a sbalzo rispetto all'assale anteriore – consente una buona abitabilità complessiva, mentre gli occupanti dei posti posteriori finiscono anzi per disporre di un maggior spazio in altezza grazie alla linea della coda (o più precisamente della parte finale del tetto) più tozza e meno sfuggente rispetto a quella dell'Aprilia.
Rimanendo in tema di carrozzeria, altri due particolari differenziano sensibilmente le due vetture: il cofano motore (che nella Ardea è realizzato in un sol pezzo e del più moderno tipo con apertura “a coccodrillo”) ed il bagagliaio (che qui non è accessibile dall'esterno ma dall'abitacolo). La ruota di scorta è invece accessibile dall'esterno, rimuovendo un apposito sportello recante la targa.
Terminiamo con un cenno alle prestazioni della vettura che, grazie alla potenza del motore (piuttosto elevata in relazione alla classe ed alla cilindrata), alla leggerezza d'assieme (la vettura pesa, in ordine di marcia, qualcosa meno di 800 kg) ed alla buona forma aerodinamica (0,38 il suo coefficiente Cx), sono di tutto rispetto: velocità massima superiore ai 105 km orari e consumo inferiore agli 8 litri ogni 100 km

## La scelta (e la pronuncia) del nome
Alla vettura viene dato il nome “Ardea”, corrispondente a quello di un'antichissima città laziale (a sud di Pomezia), fondata forse dal figlio di Ulisse e di Circe, che fu capitale dei Rutuli all'epoca dello sbarco di Enea.
Questo nome, poco amato anche dagli stessi “lancisti”, darà luogo a discussioni circa la sua corretta pronuncia: inizialmente è la stessa Casa costruttrice a suggerire l'accentazione sulla prima “A” (a dimostrarlo ci sono i primi dépliant), ma alla fine prevarranno coloro che non gradiscono questa posizione dell'accento, tanto è vero che ancora oggi, quando ci si riferisce a questo modello, lo si pronuncia il più delle volte come Ardèa (ad essere accentata è dunque la “e”).

## L'evoluzione

Il posto di guida dell’Ardea prima serie (1939)

L'Ardea berlina viene presentata in anteprima a Benito Mussolini, capo del Governo italiano, nel novembre del 1939, ma la sua produzione in serie inizia un mese dopo, a dicembre (il 14 dicembre esce dalla fabbrica, per i collaudi, il primo esemplare). Le prime consegne ai clienti risalgono al gennaio 1940.

Malgrado le ridotte dimensioni del motore, anche nel caso della Ardea la Lancia ritiene di approntare uno speciale autotelaio a piattaforma (tipo 350) da destinare ai carrozzieri per le versioni fuori serie. A causa degli eventi bellici (ma anche per via della classe della vettura poco idonea allo scopo), di questo autotelaio verranno costruite pochissime unità (il dato esatto non è disponibile).

Sul finire del 1940 alla berlina si affianca la versione “Tassì” definita anche come tipo 450-Roma: messa da parte la scocca portante, questo “tassi” è realizzato su un telaio a piattaforma con passo e carreggiate maggiorati. Del Tassi Roma 450 verranno realizzati, nel triennio 1940-1942, 501 esemplari (511 secondo alcune fonti).

Malgrado anche l'Italia sia ormai coinvolta direttamente nella seconda guerra mondiale, il 10 ottobre 1941, dopo 2992 berline costruite, la Lancia apporta alla Ardea una modifica al vano portabagagli, che diventa accessibile dall'esterno tramite un coperchio di ampie dimensioni, simile a quello esistente sull'Aprilia. Questa Ardea modificata viene definita come “seconda serie” (anche se, per completezza d'informazione, va detto che taluni ritengono che l'inizio della seconda serie coincida con l'uscita della versione a 12 volt, nel gennaio 1948).

Tra la fine del '42 e l'inizio del '43, l'intera attività produttiva Lancia viene trasferita negli stabilimenti di Bolzano, ritenuti meno vulnerabili, e la costruzione dell'Ardea, già ridotta a mezzo migliaio di pezzi nel 1942, si contrae ulteriormente sino praticamente ad arrestarsi nel 1944, per riprendere poi con una qualche regolarità nel febbraio del 1946.

Una sbiadita ma quasi “storica” immagine datata gennaio 1946 che ritrae uno dei primi furgoncini Ardea nel cortile degli stabilimenti Lancia

Dalla seconda metà del 1945, intanto, alla berlina si aggiunge la versione commerciale del tipo “furgoncino”, che rimarrà in produzione fino al 1953 e che sarà affiancato, dalla metà del 1948, dalla versione “camioncino”.
Alla fine di gennaio del 1948, l'Ardea è oggetto di alcune modifiche non di poco conto (che tuttavia, come già s'è fatto cenno, non danno origine, ufficialmente, a una nuova serie), tra cui l'adozione dell'impianto elettrico a 12 volt (in luogo di quello a 6 volt montato precedentemente) ed alcuni ritocchi al motore (variazione rapporto di compressione, diversa taratura del carburatore)

L’Ardea berlina: l’immagine si riferisce a una terza serie del 1948, ma tutte e quattro le serie dell’Ardea sono esteticamente assai simili tra loro

La produzione della terza serie (presentata ufficialmente al Salone dell'automobile di Torino del 15 settembre 1948) inizia il 5 agosto 1948 e presenta quale novità principale l'adozione del cambio di velocità a 5 rapporti (ennesimo “primato” della Lancia), ma si distingue esteticamente per l'ampliamento del lunotto e la scomparsa della nervatura centrale “a cresta” sul tetto e sul coperchio del bagagliaio.
La quarta ed ultima serie inizia il 16 novembre 1949 e si differenzia dalla serie precedente per modifiche al motore (nuova testata in alluminio anziché in ghisa, incremento del valore del rapporto di compressione, nuovo carburatore, leggero aumento della potenza da 28,8 a 30 hp) e per alcuni particolari di carrozzeria, all'interno (volante di guida, posacenere, pomelleria) e all'esterno (applicazione di una protezione in gomma ai paraurti e una diversa grafia della scritta “Lancia” sulle calotte delle ruote).
La produzione dell'Ardea berlina si arresta alla fine del 1952 per far posto all'Appia (la sua erede), mentre il furgoncino le sopravvive qualche mese (se ne costruiscono ancora 320 nel 1953).
In base alle numerazioni progressive, il totale di unità prodotte sarebbe pari a 22.730 unità; da altra documentazione Lancia, tuttavia, questo totale risulterebbe di sole 22.710 unità: è probabile che le 20 unità in meno corrispondano a 20 vetture distrutte/demolite nell'autunno del 1942 a seguito di un'incursione aerea.

## La concorrenza

La contemporanea berlina Fiat 1100 del 1940

Introdotta sul mercato in un momento pessimo, l'Ardea entra comunque in concorrenza diretta con l'equivalente prodotto della Fiat, la 1100, che, a fronte di una maggiore cilindrata, offre prestazioni sostanzialmente simili, ma costa decisamente meno (all'inizio del 1940: Lire 26.500 l'Ardea, Lire 20.750 la 1100; a marzo 1940, Lire 28.500 l'Ardea, Lire 23.500 la 1100; nel dopoguerra, nel 1948, Lire 1.260.000 l'Ardea, Lire 1.048.000 la 1100B; nel 1952, Lire 1.331.500 l'Ardea, Lire 1.100.000 la 1100E).
A favore della nuova creatura Lancia vanno ascritti un minor consumo, ingombri ridotti, una maggiore raffinatezza e, come sempre, un miglior grado di finitura, ma evidentemente queste qualità hanno un prezzo forse troppo elevato, che soltanto i “lancisti” affezionati sono disposti a pagare.
I numeri riguardanti gli esemplari costruiti si commentano da soli: tra il 1940 ed il 1952, vengono costruite poco più di 23.000 berline Ardea (taxi compresi), mentre nello stesso periodo le Fiat 1100 prodotte sono oltre sei volte tanto (oltre 148.000, includendo i taxi e le versioni “berlina lunga”).

## Il prezzo dell'Ardea
Come s'è detto nel capitolo “la concorrenza”, il prezzo di acquisto della Lancia Ardea è sempre risultato più elevato rispetto a quelli praticati dalla concorrenza: se ciò vale per il listino italiano, nel caso del prezzo di vendita all'estero la differenza è ancora più sensibile.

Listini italiani

Se confrontiamo il listino della Ardea con quello della Fiat 1100, la sua diretta concorrente, abbiamo – per quanto riguarda il mercato italiano – questa situazione:

1940 - gennaio – Lire 26.500 l'Ardea, Lire 20.750 la Fiat 1100

1940 – marzo – Lire 28.500 l'Ardea e Lire 23.500 la Fiat 1100

1943 – settembre – Lire 41.000 l'Ardea (N.D. il prezzo della Fiat 1100)

1945 – novembre – Lire 325.000 l'Ardea, Lire 251.000 la Fiat 1100

1946 – marzo – Lire 480.000 l'Ardea (N.D. il prezzo della Fiat 1100)

1947 – novembre – Lire 1.260.000 l'Ardea, Lire 1.000.000 circa la Fiat 1100

1948 – dicembre – Lire 1.260.000 l'Ardea, Lire 1.034.000 la Fiat 1100 B

1949 – novembre – Lire 1.330.000 l'Ardea, Lire 1.160.000 la Fiat 1100 E

1950 – dicembre – Lire 1.190.000 l'Ardea, Lire 975.000 la Fiat 1100 E

1951 – gennaio – Lire 1.327.000 l'Ardea, Lire 1.100.000 la Fiat 1100 E

1952 – ottobre – Lire 1.331.500 l'Ardea, Lire 1.100.000 la Fiat 1100 E

Prezzi in Svizzera

Sul mercato “libero” svizzero, il prezzo praticato dalla Lancia per l'Ardea risulta davvero elevatissimo, considerata la categoria e la cilindrata della vettura. Eccone un estratto che evidenzia la veridicità di questa affermazione.
Nel marzo 1949 = Franchi svizzeri 12.500 la Lancia Ardea (Franchi 7.900 la Fiat 1100 B; 7.100 la Simca Huit di 1200 cm³ – la versione francese della nostra Fiat 1100 – 5.500 la più moderna 4CV Renault di 750 cm³ a motore posteriore, 6.200 la Fiat 500B giardiniera).
Nel marzo 1950 = Franchi svizzeri 10.500 la Lancia Ardea (7.200 la Fiat 1100 E, 6.950 la Simca Huit, 4.850 la Renault 4CV Lusso, 5.900 la 500 C giardiniera, 9.800 una Mercedes 170)

Nel marzo 1951 = Franchi svizzeri 10.500 la Lancia Ardea (7.350 la Fiat 1100 E, 6.950 la Simca Huit, 4.800 la Renault 4CV Lusso, 6.020 la 500 C giardiniera, 8.250 la Austin A40, 9.900 una Mercedes 170)

Nel marzo 1952 = Franchi svizzeri 11.400 la Lancia Ardea (7.650 la Fiat 1100 E, 8975 la nuova Simca Aronde, 8300 la Peugeot 203, 6500 la 500C Belvedere, 5300 la Renault 4CV, 8450 la Austin A40, 13.400 la rinnovata Mercedes 170S)

## Le Ardea derivate

Il Tassì Roma (1940-42)

Un'Ardea furgoncino (1948)

Un’immagine del camioncino Ardea (1948); l’immagine è di pessima qualità ma consente di percepire la forma e le dimensioni del cassone

Il primo prodotto “derivato Ardea” è il Tassi Roma (modello 450 secondo la denominazione ufficiale della Casa), che nasce nel 1940.
Caratterizzata da una linea antiquata, questa versione viene realizzata abbandonando la struttura portante ed utilizzando un telaio a pianale di dimensioni (passo e carreggiata) maggiori rispetto alla berlina, per l'ovvia necessità di offrire una migliore abitabilità ai passeggeri.
Il motore (e la meccanica in genere) sono evidentemente quelli della berlina, fatta eccezione per il rapporto finale di demoltiplicazione della trasmissione (con maggiore riduzione, quindi più “corto”), per la misura (maggiorata) di cerchioni e gomme e per la netta riduzione delle prestazioni – minori velocità, accelerazione e ripresa e maggior consumo – imputabile al maggior peso (circa 300 kg in più, pari ad un aumento di quasi il 40%).
Di questa tutto sommato non entusiasmante versione, vengono costruiti, nel triennio 1940–1942, poco più di 500 unità. Il 1941 è comunque l'anno in cui dalla fabbrica escono quasi tutti gli esemplari (424 per l'esattezza). Il numero complessivo di pezzi prodotti dovrebbe essere di 511, dal momento che la numerazione inizia dal 450-1001 e termina con il 450-1511, ma secondo altre fonti la produzione effettiva risulterebbe leggermente inferiore (501 unità)

Schema carrozzeria Ardea furgoncino 1946

Nel 1941, in piena guerra, la Lancia pare abbia costruito 9 “furgoncini” con meccanica Ardea; di certo c'è che la vendita di questa fortunata versione commerciale inizia seriamente nell'immediato dopoguerra, nella seconda metà del 1945. Il furgoncino Ardea – la cui denominazione di fabbrica è tipo 550 ma che viene anche pubblicizzato come “800” ad indicare la portata in chilogrammi – rimane in produzione fino al 1953 inoltrato, e viene affiancato dalla versione “camioncino” (nata alla metà del 1948 e rimasta in produzione circa quattro anni). Partendo dalla “base” del furgoncino, vengono anche costruite parecchie “ambulanze”, commercializzate dalla stessa Lancia.
C'è da aggiungere infine che questi veicoli commerciali – anche esteticamente gradevoli – vengono accolti con notevole favore dalla clientela tanto che se ne costruiscono quasi 9.000, di cui oltre 7.000 furgoncini.

## Le Ardea fuoriserie

L’Ardea carrozzata da Zagato e denominata “Panoramica” (1949)

L’Ardea derivata dal furgoncino ma carrozzata a multispazio dal carrozziere Franco di Torino e denominata Promiscuetta

L’interno della Promiscuetta nella configurazione per trasporto persone

L’interno della Promiscuetta nella configurazione per prevalente trasporto di cose

Pochissime sono le Ardea carrozzate fuori serie sul telaio “350” approntato dalla Casa torinese: certamente Pininfarina ha realizzato qualche cabriolet, mentre, nel dopoguerra, abbiamo sicuramente qualche esemplare (di cui solo uno documentato) dovuto a Zagato, che lo ha realizzato secondo la formula “Panoramica” tipica, allora, del carrozziere milanese.

Interessante per la linea della “coda” che in un certo senso anticipa quella della futura Appia, è una berlina (molto probabilmente un esemplare unico), su telaio del tipo 450 a passo lungo, dovuto a Pininfarina.

Al Salone di Torino dell'aprile 1951, lo stand Lancia ospita una speciale versione derivata dal furgoncino Ardea: denominata “Promiscuetta”, l'interessante veicolo – realizzato dalla piccola carrozzeria torinese Franco – è sostanzialmente una multispazio ante litteram a 4 porte (5 con quella posteriore, sdoppiata) il cui abitacolo può essere trasformato, con poche e semplici manovre di ribaltamento dei sedili posteriori, da normale vettura a 5 posti in capace biposto con ampio vano posteriore per il trasporto di cose. Questa la descrizione che ne faceva la rivista “L'Automobile” edita dall'Automobile Club d'Italia: La Lancia espone inoltre un furgoncino su autotelaio Ardea particolarmente interessante per la sua versatilità. Può trasportare cinque persone e una buona quantità di bagaglio sistemato nella parte posteriore, dietro il sedile, oppure, ribaltando il sedile posteriore con facilissima manovra, due persone più 8 quintali di merci. Rimuovendo completamente il sedile stesso, infine, lo spazio destinato alle merci diviene ancora più ampio. Il veicolo, denominato “Promiscuetta”, ha una carrozzeria interamente metallica eseguita dalla carrozzeria Franco di Torino, ed è particolarmente adatto ai viaggiatori di commercio.

Bisogna infine ricordare come alcune creazioni artigianali in qualche modo imparentate con l'Ardea abbiano partecipato in Italia, tra il 1947 ed i primi anni cinquanta, ad alcune corse su strada ed in salita. Di esse e dei loro risultati sportivi (mai comunque esaltanti) parleremo nel più appropriato capitolo definito come “l'Ardea e le corse”: qui basta citarne le denominazioni: Alf (Avalle-Lancia-Fiorio), Ardor (Ardea–Dell'Orto), Frediani, Osfa (Officina Specializzata Aldo Faccioli), Parisotto, Vici. Si può ancora aggiungere che, tutte, impiegarono un'unità motrice Ardea, elaborata, potenziata ma ridotta nella cilindrata, onde rientrare nei limiti della classe di cilindrata “fino a 750 cm³”.

## L'Ardea e le corse
Essendo stata lanciata sul mercato alla fine del 1939, quando ormai nessuno più poteva permettersi di parlare di corse automobilistiche per via della guerra, l'albo d'oro dell'Ardea inizia dal 1946.

La sua cilindrata, 903 cm³, la costringe a correre nell'ambito della classe compresa tra i 751 ed i 1100 cm³, quindi a misurarsi con la più potente rivale Fiat 1100, l'Ardea è stata utilizzata raramente nelle competizioni, anche in ambito nazionale.

Tuttavia non sono mancate alcune prestazioni degne di rilievo, tra cui, nel giugno 1947, una mirabolante vittoria nella sua classe della categoria Turismo Internazionale – davanti a tutte le Fiat 1100 – alla XIV edizione della famosa grande corsa su strada italiana dell'epoca, la Mille Miglia.

A parte le berline di serie (o quasi), la scena sportiva degli anni a cavallo tra il decennio degli anni cinquanta e quello successivo vede la discesa in campo di alcune vetturette di realizzazione artigianale – in genere con carrozzeria cosiddetta “barchetta” cioè sostanzialmente spyder – munite di motore di derivazione Ardea. Le vetturette sport motorizzate Lancia di cui si ha notizia sono almeno sei (Alf, Ardor, Frediani, Osfa, Parisotto, Vici). A seguire una breve storia di ciascuna di esse, con i principali risultati sportivi conseguiti.

Alf

La Ardor 750 di Zuccato impegnata nella Coppa delle Dolomiti (luglio 1948)

Nel 1949 un gentleman appassionato d'automobilismo, il noto industriale torinese nonché ingegnere Sandro Fiorio, in accordo con l'amico Piero Avalle, fa mettere in costruzione una speciale vetturetta per correre nella classe fino a 750 cm³.

Il telaio (tubolare) viene realizzato dall'officina dei fratelli Grignani, mentre il motore – pare ottenuto direttamente dalla Lancia grazie alle amicizie dell'ingegnere – è un Ardea ridotto a poco più di 700 cm³ di cilindrata. Questa minuscola vetturetta, definita “Alf” (acronimo di Avalle Lancia Fiorio) viene portata in gara un po' da uno e un po' dall'altro dei due amici (alle Mille Miglia del 1950 e del 1951 i due correranno in coppia).

Questa vettura consegue una sola la vittoria alla Coppa della Toscana 1951, dove viene condotta dai due amici-costruttori: in tutte le altre occasioni i risultati sono meno eclatanti, anche se non mancano molti onorevoli piazzamenti, tra cui un importante 3º posto di classe (40º posto assoluto) alla Mille Miglia 1950, sempre grazie alla guida di Piero Avalle e Sandro Fiorio.

Ardor

Nel 1948 il vicentino ingegner Enrico Dell'Orto realizza, tra le altre, una “750” munita di motore Ardea e sospensioni Fiat 1100. Chiamata “Ardor” (per contrazione di “Ardea–Dell'Orto”) la vettura prende parte con Andrea Zuccato e con lo stesso Dell'Orto ad alcune gare nel biennio 1948–1949: in quegli anni ottiene, tra l'altro, il 2º posto di classe alla Coppa delle Dolomiti 1948, il 3º nella corsa in salita di Agordo e la vittoria (sempre di classe) alla salita Mosson–Treschè Conca del 1949. Nel 1950 la macchina viene acquistata da Alessandro Parisotto, che partecipa alla Treponti–Castelnuovo ottenendo peraltro un modesto 5º posto di classe.

Frediani

In Toscana, un poco noto artigiano, Frediani, realizza nel 1952 per conto del pilota lucchese Mario Ricci, una sorta di “siluro” basato su telaio Fiat 500 e motore Ardea ridimensionato nella cilindrata ma munito di doppio carburatore. Nel 1953 questa Lancia–Frediani, carrozzata dalla Fratelli Mariani di Pistoia, partecipa ad alcune importanti competizioni, ottenendo, nella classe 750 sport, alcuni interessanti risultati: 2º posto (Mario Ricci/Romiti) al durissimo Giro di Sicilia, 6º posto al Circuito di Forlì, 3º posto alla celebre Targa Florio ed alla salita Scala Giocca–Osilo. La carriera si chiude, sempre nel 1953, con la vittoria di classe alla Coppa della Consuma.

Osfa

La “barchetta” Vici dell’equipaggio composto da Enrico Adanti e da Alessandro Vici, poco prima della partenza per la Mille Miglia 1953, dove la macchina sarà costretta al ritiro

La “Osfa” (acronimo di Officina Specializzata Faccioli Aldo), attiva nell'immediato dopoguerra, realizza nel 1947 una prima “750 sport” utilizzando un telaio Fiat Topolino ed un motore Ardea. La vettura, utilizzata da Giuseppe Panzacchi nel periodo 1947/49, non ottiene notevoli risultati (il migliore è un 3º posto di classe alla Mille Miglia del 1948, dove Giuseppe Panzacchi condivide la guida con Aldo Faccioli). Nel 1952 la macchina passa nelle mani di Giorgio Cecchini e, carrozzata ex novo dalla carrozzeria Ortolani, ottiene (nel 1953) un modesto 6º posto di classe nella Coppa della Toscana e, con Rinaldo Cardinali come coequiper, un 3º posto di classe nel Giro dell'Umbria.

Parisotto

Alessandro Parisotto, uno dei fondatori della Scuderia Patavium, dopo aver acquistato la “Ardor” dell'ingegner Dell'Orto (con cui disputa, nel 1950, la Treponti–Castelnuovo) decide, qualche tempo dopo, di varare la costruzione di alcune vetture sport di piccola cilindrata: tra queste, una quasi certamente monterà il motore di poco più di 700 cm³ estirpato dall'Ardor. Con questa nuova vettura (e con una seconda quasi analoga), lo stesso Parisotto ma soprattutto Gino D'Angeli, corrono una dozzina di gare tra la seconda metà del 1951 ed il 1952: non è tuttavia certo che il motore fosse sempre e per entrambe un propulsore derivato Ardea.

Vici

Attorno al 1950, il gentleman-driver Alessandro Vici, ricco possidente di Pesaro, acquista una Benelli artigianale priva di motore e vi fa installare un motore derivato Ardea ed elaborato (probabilmente) da Faccioli
Carrozzata “barchetta” da Ortolani, la macchina viene impiegata soprattutto nelle grandi corse su strada che vengono organizzate in diverse regioni d'Italia ed alle quali il Vici partecipa in prima persona, accompagnato ora da P. Rossi, ora da Rinaldo Cardinali, ora da Enrico Adanti.
Tra i risultati, sempre apprezzabili, spiccano due vittorie di classe: quella sugli oltre 1.000 chilometri del Giro di Sicilia 1952 (dove Vici è accompagnato da Rinaldo Cardinali) e quella al Giro dell'Umbria 1953 (dove Vici si alterna alla guida con Enrico Adanti)

## Le prove su strada
A quanto consta, negli anni in cui l'Ardea è presente sul mercato (vale a dire tra il dicembre del 1939 ed i primi mesi del 1953) nessun periodico del settore automobilistico pubblica resoconti di vere e proprie “prove su strada” di questa piccola Lancia. Qualche impressione di guida è riportata nel fascicolo del mese di dicembre 1939 della bella rivista “Motor Italia”, ma l'articolo appare più che altro un resoconto di viaggio condito da frasi che lodano, in maniera che sembra persino esagerata, tutte le caratteristiche della vettura, senza neppure un accenno ad un difetto, seppure minimo. Anche la rivista “Auto Italiana”, nel fascicolo datato 30 novembre 1939, parla del comportamento su strada dell'Ardea, ma anche in questo caso, dove comunque non mancano gli elogi, non si fa cenno a riscontri cronometrici o ad altri rilevamenti.

In epoca recente, invece, la ben nota e quotata rivista del settore dell'automobilismo d'epoca – Ruoteclassiche – pubblica sul fascicolo numero 93 (marzo 1996) il resoconto di una breve prova su strada, con tanto di risultati dei rilevamenti, effettuata al volante di una “quarta serie” costruita nel 1951.

Riportiamo di seguito i valori più interessanti

Velocità massima: km/h 103,305 in IV marcia

Accelerazione sul chilometro da fermo: 46,2″, media km/h 77,922 (velocità d'uscita km/h 101,300)

Accelerazione 0–100: 42,3″ (21,6″ da 0 a 80 – 10,5″ da 0 a 60 – 4,7″ da 0 a 40)

Ripresa in quarta marcia: 1 chilometro con partenza da 40 km/h, percorso in 52,6″, media km/h 68,441 (con una velocità d'uscita di km/h 100,500)

Spazi di frenata: metri 23,6 a 60 km/h, metri 42,5 a 80 km/h e metri 67,8 a 100 km/h.

## Prospetto produzione Ardea, per modello e per anno
| Dati produzione Ardea | Dati produzione Ardea | Dati produzione Ardea | Dati produzione Ardea | Dati produzione Ardea | Dati produzione Ardea | Dati produzione Ardea | Dati produzione Ardea | Dati produzione Ardea | Dati produzione Ardea |
|                       | Berline               | Berline               | Berline               | Berline               | Mod. Taxi             | Deriv. 4 marce        | Deriv. 4 marce        | Deriv. 5 marce        |                       |
| Anni                  | I serie               | II serie              | III serie             | IV serie              |                       | Furgoncino            | Camioncino            | Furg/Cam              | Totale per anno       |
| --------------------- | --------------------- | --------------------- | --------------------- | --------------------- | --------------------- | --------------------- | --------------------- | --------------------- | --------------------- |
| 1939                  | 5                     | ---                   | ---                   | ---                   | ---                   | ---                   | ---                   | ---                   | 5                     |
| 1940                  | 1820                  | ---                   | ---                   | ---                   | 46                    | ---                   | ---                   | ---                   | 1866                  |
| 1941                  | 1167                  | 235                   | ---                   | ---                   | 424                   | 9                     | ---                   | ---                   | 1835                  |
| 1942                  | ---                   | 501                   | ---                   | ---                   | 31                    | ---                   | ---                   | ---                   | 532                   |
| 1943                  | ---                   | 78                    | ---                   | ---                   | ---                   | ---                   | ---                   | ---                   | 78                    |
| 1944                  | ---                   | 11                    | ---                   | ---                   | ---                   | ---                   | ---                   | ---                   | 11                    |
| 1945                  | ---                   | 3                     | ---                   | ---                   | ---                   | 47                    | ---                   | ---                   | 50                    |
| 1946                  | ---                   | 566                   | ---                   | ---                   | ---                   | 551                   | ---                   | ---                   | 1117                  |
| 1947                  | ---                   | 1495                  | ---                   | ---                   | ---                   | 1339                  | ---                   | ---                   | 2834                  |
| 1948                  | ---                   | 1549                  | 860                   | ---                   | ---                   | 710                   | 548                   | ---                   | 3667                  |
| 1949                  | ---                   | ---                   | 2740                  | 338                   | ---                   | 728                   | 645                   | 202                   | 4653                  |
| 1950                  | ---                   | ---                   | ---                   | 4127                  | ---                   | ---                   | ---                   | 1243                  | 5370                  |
| 1951                  | ---                   | ---                   | ---                   | 3894                  | ---                   | ---                   | ---                   | 1114                  | 5008                  |
| 1952                  | ---                   | ---                   | ---                   | 3321                  | ---                   | ---                   | ---                   | 1258                  | 4579                  |
| 1953                  | ---                   | ---                   | ---                   | ---                   | ---                   | ---                   | ---                   | 320                   | 320                   |
| Totale per modelli    | 2992                  | 4438                  | 3600                  | 11680                 | 501                   | 3384                  | 1193                  | 4137                  | 31925(**)             |

Note al prospetto:

Berline

Secondo i dati sopra riportati, il totale delle Berline risulta di 22.710 unità (2992 prima serie, 4438 seconda serie, 3600 terza serie e 11680 quarta serie) mentre secondo la numerazione progressiva (che parte da 250-1001 ed arriva a 250-23730) il totale risulterebbe di 22.730 unità (dato riportato anche da moltissime fonti). È possibile che queste 20 unità corrispondano alle 20 andate distrutte (o notevolmente danneggiate e quindi demolite) durante bombardamenti aerei che colpirono lo stabilimento Lancia alla fine del 1942.

Taxi

Secondo altre fonti (e secondo la numerazione progressiva, che va dal 450-1001 al 450-1511) gli esemplari costruiti sarebbero 10 in più (511 invece di 501)

Furgoncini e camioncini

Secondo i dati sopra riportati, il totale dei Furgoncini e Camioncini risulta di 8714 unità (3384 furgoncini a 4 marce, 1193 camioncini a 4 marce, 4137 tra furgoncini e camioncini a 5 marce); altre fonti danno, per la versione 5 marce, 4153 pezzi, ripartiti in 3746 camioncini e 407 furgoncini; la differenza è dunque di 16 unità. Da precisare ancora che le numerazioni progressive corrispondono a quest'ultimo dato, dal momento che, per i furgoncini, partono da 550-1001 e terminano col 550-8130, mentre per i camioncini la numerazione va da 650-1001 a 650-2600, per un totale quindi di 8.730 pezzi.

(**) Totale generale

Secondo altre fonti, il totale risulterebbe superiore di 46 unità, raggiungendo un totale di 31.971 pezzi (22.730 berline, 511 tassì, 8.730 tra furgoncini e camioncini).

Va segnalato infine il fatto che questi totali non includono gli autotelai del tipo 350 dei quali si ignora la quantità effettivamente prodotta: si tratta, in ogni caso, di pochissime unità.

## Le diverse versioni in sintesi

### Berlina prima serie (mod. 250)

Un'insolita inquadratura di una delle primissime Ardea (1939)

- Periodo di produzione: dal 1º dicembre 1939 al 9 ottobre 1941
  - Modello tipo 250, berlina 4 porte, 4 posti
  - Motore: tipo 100
  - Numerazione del telaio: da 250-1001 a 250-3992
  - Unità prodotte: 2.992
  - Caratteristiche principali: motore: anteriore a 4 cilindri a V di 902,58 cm³, potenza 28,8 hp a 4.600 giri, valvole in testa; carrozzeria: berlina (4 porte, 4 luci, 4 posti), scocca portante, sospensione anteriore a ruote indipendenti, sospensione posteriore ad assale rigido; trasmissione con trazione alle ruote posteriori, cambio a 4 rapporti + retromarcia; dimensioni e peso: passo cm 244, lunghezza cm 361,5, larghezza cm 138, peso in ordine di marcia kg 780 circa; velocità max: oltre km/h 105

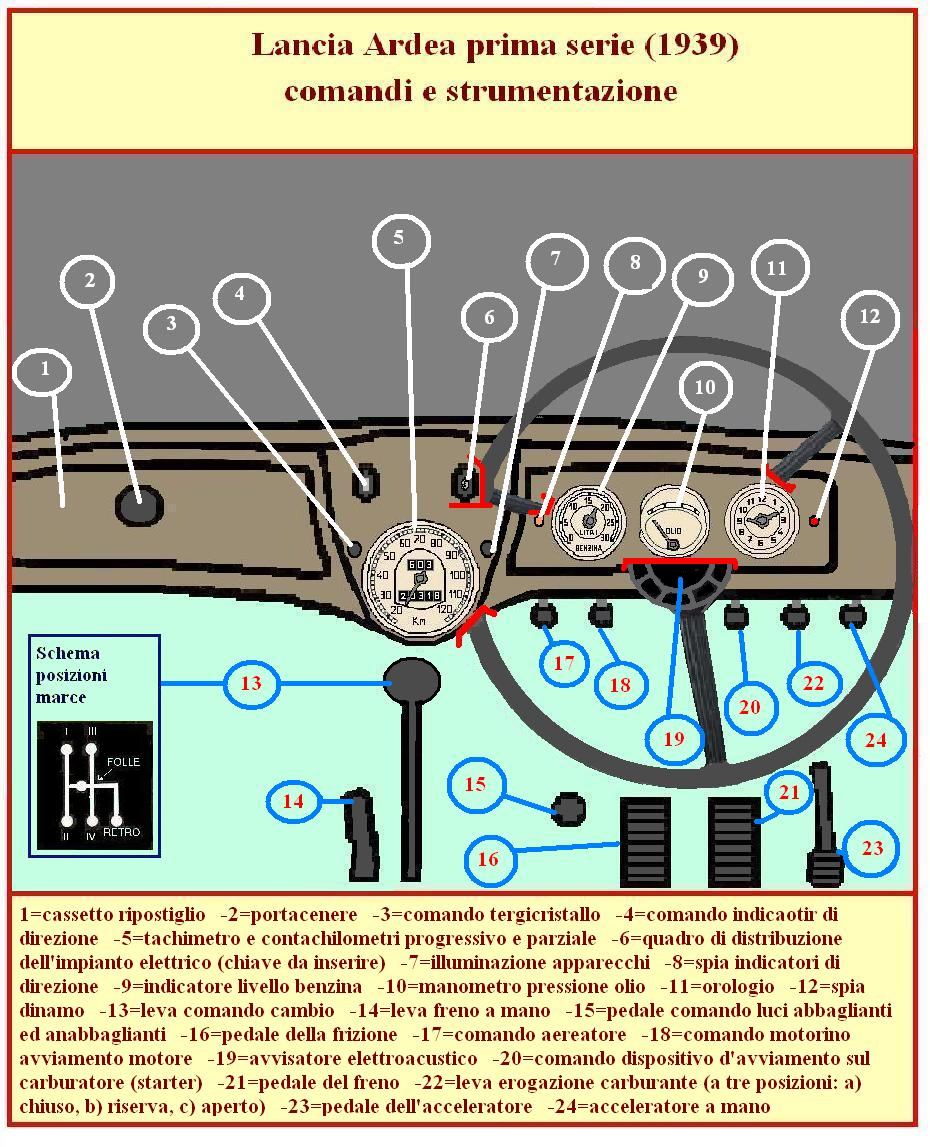
Strumentazione e comandi dell’Ardea prima serie (1939)

Nel novembre 1939, l'Ardea viene “presentata” al Capo del Governo italiano, Benito Mussolini, in anteprima.

La versione di pre-serie differisce da quella che di lì a poco verrà immessa sul mercato in pochissimi particolari secondari (coppe ruote cromate, cerchi ruota con 14 fori invece dei 12 della versione definitiva, grigliatura parafango meno lunga e supporto luci di arresto posteriori di inferiori dimensioni).
Le caratteristiche essenziali di questo nuovo prodotto Lancia sono: motore a 4 cilindri a V di 903 cm³, erogante 28,8 hp a 4600 giri al minuto, distribuzione ad un asse a camme centrale e valvole in testa inclinate, scocca portante, cambio a 4 rapporti avanti, sospensioni anteriori secondo l'ormai classico sistema Lancia (ruote indipendenti con cannocchiali verticali incorporanti i molloni elicoidali ed ammortizzatori idraulici concentrici), retrotreno con ponte rigido e balestre longitudinali, carrozzeria che altri non è se non la copia ridotta di quella della Aprilia (quindi con un buon coefficiente aerodinamico), eccellenti prestazioni (più di 100 km orari di velocità massima, consumi ridotti e brillanti doti di accelerazione, anche grazie al ridotto peso complessivo del veicolo).

Il montaggio del primo esemplare, su scocca ultimata il 30 novembre, inizia il 1º dicembre 1939, ma la prima Ardea, numero di telaio 250-1001, lascia la fabbrica per il collaudo il 14 dicembre 1939. Nel dicembre 1939 vengono costruiti (ultimati) 5 esemplari, mentre le vendite iniziano nel gennaio 1940. Questa prima serie Ardea viene costruita, senza modifiche di rilievo, fino al 9 ottobre 1941, quando lascerà il posto alla nuova serie, la seconda.

### Berlina seconda serie (mod. 250)
- Periodo di produzione: dal 10 ottobre 1941 al 4 agosto 1948
  - Modello tipo 250, berlina 4 porte, 4 posti
  - Motore: tipo 100 (100 A dal telaio 250-7130)
  - Numerazione del telaio: da 250-3993 a 250-8430
  - Unità prodotte: 4438
  - Caratteristiche principali:motore anteriore a 4 cilindri a V di 902,58 cm³, potenza 28,8 hp a 4.600 giri, valvole in testa; carrozzeria: berlina (4 porte, 4 luci, 4 posti), scocca portante, sospensione anteriore a ruote indipendenti, sospensione posteriore ad assale rigido; trasmissione con trazione alle ruote posteriori, cambio a 4 rapporti + retromarcia; dimensioni e peso: passo cm 244, lunghezza cm 361,5, larghezza cm 138, peso in ordine di marcia kg 780 circa; velocità max: oltre km/h 105.

Malgrado l'infuriare del conflitto mondiale, dal 10 ottobre 1941 iniziano ad uscire dalla fabbrica le Ardea di una nuova serie (la seconda), che si distingue dalla versione iniziale esclusivamente per una modifica – alcuni dicono suggerita addirittura da Vittorio Jano – riguardante lo sportello del bagagliaio. Nella prima serie, infatti, i bagagli dovevano essere sistemati accedendo dall'abitacolo ed il piccolo portello di coda serviva unicamente per estrarre la ruota di scorta: in questa nuova Ardea, invece, il portello è di maggiori dimensioni (simile dunque a quello della Aprilia) e da esso si può accedere tanto alla ruota di scorta quanto al vano bagagli.
 La produzione di Ardea, praticamente sospesa nel 1944–1945, riprende con una certa regolarità il 13 febbraio 1946. Più o meno da quel giorno (e comunque a partire dal telaio 250-4848) l'impianto frenante, che finora era della Lockheed, viene sostituito con il Sabif.

Nel gennaio 1948, dalla vettura con telaio 250-6925, vienme modificato il serbatoio di alimentazione della sospensione anteriore.

Dalla vettura con telaio 250-7130 (24 gennaio 1948) si registrano invece variazioni più sostanziali (al punto che, secondo taluni, la seconda serie inizierebbe proprio dalla 250-7130); eccone il dettaglio:
 il motore, che assume la sigla 100 A, ha una testata modificata e una leggera diminuzione del valore del rapporto di compressione (da 6,00:1 a 5,80:1)
Il carburatore Zenith è leggermente diverso ed assume ora la denominazione 30 VIML3
 La tensione dell'impianto elettrico viene portata da 6 a 12 volt, e di conseguenza variano le componenti elettriche (la batteria passa da 60 a 38 Ah, lo spinterogeno è ora una Marelli S47A-12 volt mentre la dinamo Marelli da 90 watt, è a sua volta nuova ed ha ora la denominazione DN12A – 90/12 – 2000 D).
 al retrotreno, vengono sostituiti gli ammortizzatori a frizione con quelli Houdaille idraulici.

### Berlina terza serie (mod. 250)

Una vista di 3/4 della terza serie Ardea

Una vista della coda della terza serie Ardea che consente di constatare l’ampliamento del lunotto e la assenza della “costola” centrale che percorreva cofano, tetto e coda della vettura

- Periodo di produzione: dal 5 agosto 1948 al 15 novembre 1949
  - Modello tipo 250, berlina 4 porte, 4 posti
  - Motore: tipo 100 A
  - Numerazione del telaio: da 250-8431 a 250-12030
  - Unità prodotte: 3600
  - Caratteristiche principali: motore: anteriore a 4 cilindri a V di 902,58 cm³, potenza 28,8 hp a 4.600 giri, valvole in testa; carrozzeria: berlina (4 porte, 4 luci, 4 posti), scocca portante, sospensione anteriore a ruote indipendenti, sospensione posteriore ad assale rigido; trasmissione con trazione alle ruote posteriori, cambio a 5 rapporti + retromarcia; dimensioni e peso: passo cm 244, lunghezza cm 361,5, larghezza cm 138, peso in ordine di marcia kg 780 circa; velocità max: circa km/h 105

Il 5 agosto 1948 inizia la produzione della terza serie, che viene poi esposta al Salone dell'automobile di Torino del 15 settembre dello stesso anno.

La vera ghiotta novità è data dalla adozione del cambio di velocità a 5 rapporti, in cui la quinta marcia è surmoltiplicata. Costruttivamente, gli ingranaggi della quinta marcia sono sistemati a tergo del normale cambio precedente. Contemporaneamente all'adozione del nuovo cambio, viene ridotto il rapporto finale di riduzione al ponte, che è ora di 5,10:1 (10/51) contro il precedente 4,875:1 (8/39).

Il ponte posteriore subisce altre modifiche: supporto differenziale rinforzato, aumento del diametro della corona ipoide, nuovo sistema di montaggio dell'alberino pignone. Altri perfezionamenti tecnici riguardano le sospensioni anteriori, quelle posteriori (adottati ammortizzatori Sabif in luogo degli Houdaille) e lo sterzo (ridisegnato il gruppo a vite).

Altre variazioni che si possono definire come minori riguardano qualche miglioria al propulsore (tra cui la maggiorazione del diametro dei perni di manovella e l'adozione di bielle in acciaio speciale stampato invece che in duralluminio) l'ampliamento del lunotto e la abolizione della “costola” centrale “a cresta” che esisteva sul tetto e sul coperchio del bagagliaio. Si riscontra anche una lievissima modifica alle frecce direzionali a bacchetta, che ora sono in inox (non più in tinta con la carrozzeria) e sono di foggia leggermente diversa.

### Berlina quarta serie (mod. 250)
- Periodo di produzione: dal 16 novembre 1949 alla fine del 1952
  - Modello tipo 250, berlina 4 porte, 4 posti
  - Motore: tipo 100 B
  - Numerazione del telaio: da 250-12031 a 250-23730
  - Unità prodotte: 11700
  - Caratteristiche principali: motore: anteriore a 4 cilindri a V di 902,58 cm³, potenza 30 hp a 4.600 giri, valvole in testa; carrozzeria: berlina (4 porte, 4 luci, 4 posti), scocca portante, sospensione anteriore a ruote indipendenti, sospensione posteriore ad assale rigido; trasmissione con trazione alle ruote posteriori, cambio a 5 rapporti + retromarcia; dimensioni e peso: passo cm 244, lunghezza cm 364,5, larghezza cm 138, peso in ordine di marcia kg 780 circa; velocità max: km/h 105

L’ultima serie Ardea, che si distingue esteriormente soprattutto per la protezione in gomma applicata ai paraurti

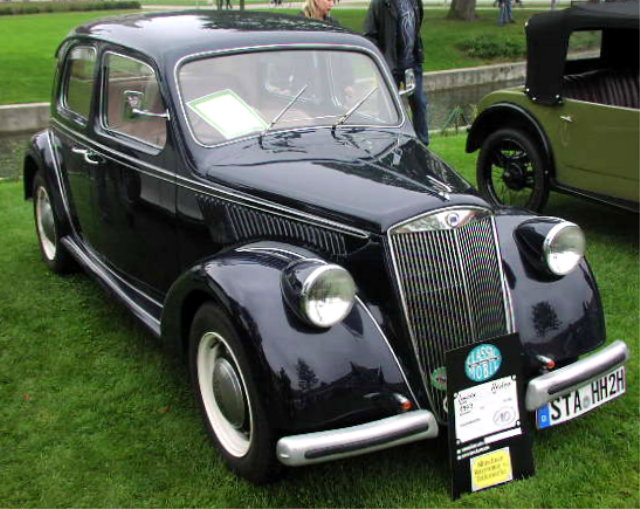
Una Lancia Ardea quarta serie

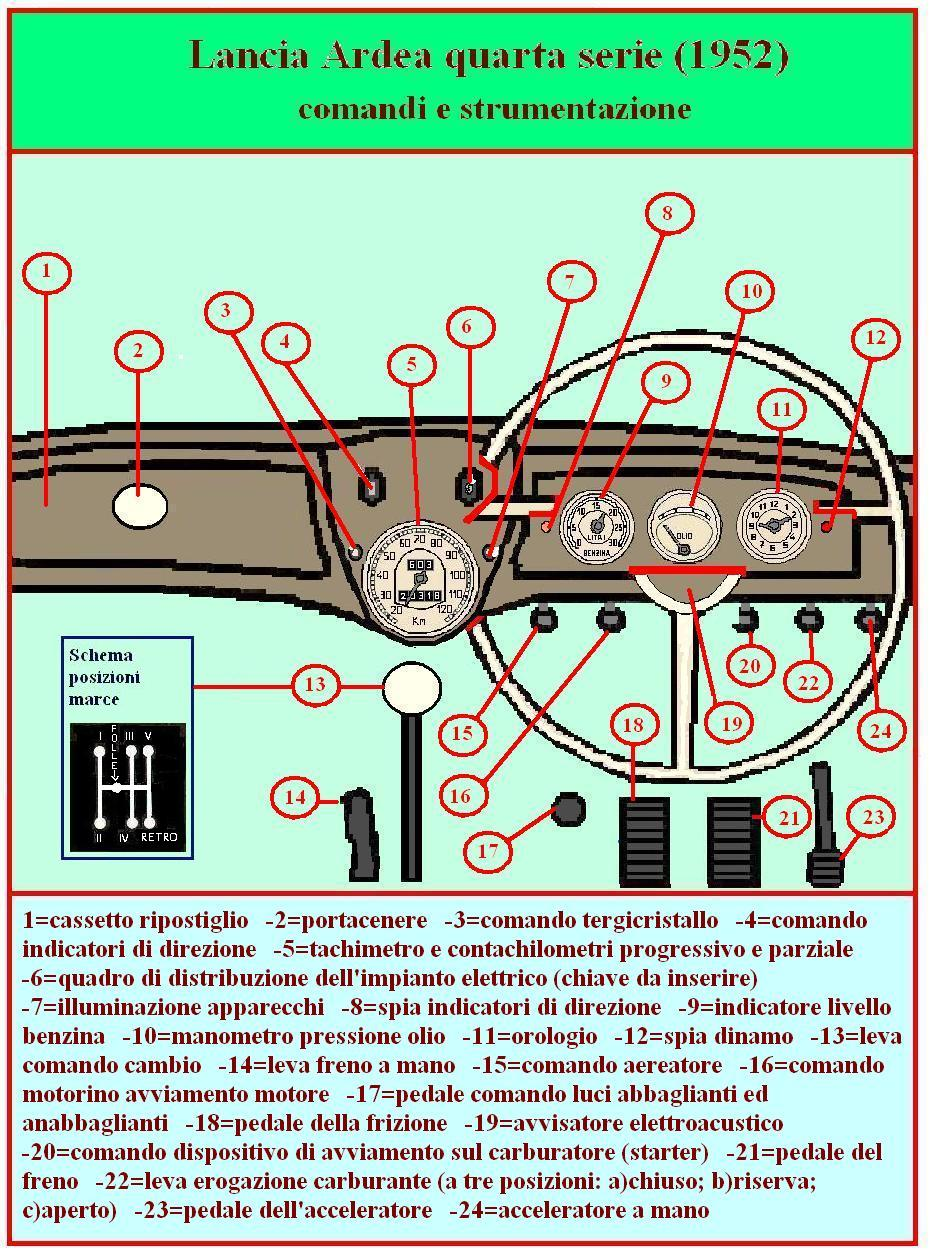
Comandi e strumentazione dell’ultima serie Ardea: le sole differenze rispetto alle serie precedenti consistono nella diversa foggia del volante e nelle posizioni del cambio, ora a 5 marce; da notare anche che sia il nuovo volante, sia i pomelli del cambio e del portacenere sono di colore chiaro

Eccoci giunti all'ultima versione della Ardea, la quarta serie, nata alla metà di novembre del 1949

Le modifiche salienti riguardano il propulsore, in cui si registra un incremento di potenza (30 hp contro 28,8) grazie soprattutto alla nuova testata ed al nuovo carburatore, i nuovi paraurti con la costola mediana riportata e la applicazione di una protezione in gomma (che incrementano di 3 cm la lunghezza della vettura) ed alcune migliorie agli interni (nuovo volante di guida, ecc.)

Questo l'elenco pressoché completo delle modifiche apportate e che differenziano la quarta serie dalla terza:

– nuova testata motore, ora in alluminio (anziché ghisa) con sedi delle valvole riportate, in bronzo

– aumento del numero dei perni cosiddetti “prigionieri” che fissano la testa al gruppo cilindri

– filettature candele più lunghe (montate le Marelli CW 175 F oppure le Champion N8, in luogo delle precedenti Marelli MW 145 T7)

– incremento da 5,80:1 a 6,70:1 il valore del rapporto di compressione

– aumento della potenza massima, da 28,8 a 30 hp

– canne cilindri in materiale più poroso (ghisa speciale)

– supporti di banco rinforzati

– irrigidimento dell'albero motore

– modificato il sistema tendicatena dell'albero della distribuzione

– adozione di un nuovo carburatore (Solex 26AIC al posto del precedente Zenith 30 VIML 3)

– migliorati i condotti interni del collettore di aspirazione

– variazione del rapporto finale di riduzione, che passa da 5,1:1 (51/10) a 5,3:1 (53/10)

– impianto di raffreddamento: aumentata la portata della pompa dell'acqua (mediante modifica della girante della pompa stessa) e migliorato il condotto di mandata alla pompa

– tubo del silenziatore dello scarico reso più “libero”

– piccoli miglioramenti al cambio di velocità

– modifica ai cilindri idraulici ed ai ceppi dei freni

– sospensioni posteriori: accorgimenti atti a ridurre la rumorosità in caso di scarsa lubrificazione

- nuovo volante di guida (color avorio anziché nero), avente la metà superiore libera da razze onde migliorare la visibilità degli strumenti del cruscotto

– pomelli interni di comando del cambio e del posacenere di colore avorio anziché neri

– coppe ruote di nuovo disegno

– paraurti con nuova costola mediana riportata e con applicazione di una protezione in gomma

– modifica alla tendina della luce posteriore

– nuova gamma colori e nuove tappezzerie (bordo della selleria e maniglie in plastica anziché in tessuto)

Da notare che alcune delle modifiche minori “di carrozzeria” sopraelencate pare siano state apportate già agli ultimi esemplari della III serie.

La produzione della berlina Ardea cessa alla fine del 1952 (il Furgoncino sopravviverà qualche mese ancora), per lasciare il posto alla sua erede, la Appia, che verrà presentata al Salone dell'automobile di Torino nell'aprile del 1953.

### Autotelaio (mod. 350)
- Periodo di produzione: indicativamente, il biennio 1940–1941
  - Modello tipo 350, autotelaio–pianale per “fuoriserie”
  - Motore: tipo 100
  - Numerazione del telaio: da 350-1001 a … (dato non disponibile)
  - Unità prodotte: dato non disponibile
  - Caratteristiche principali: motore: anteriore a 4 cilindri a V di 902,58 cm³, potenza 28,8 hp a 4.600 giri, valvole in testa; autotelaio: a piattaforma, sospensione anteriore a ruote indipendenti, sospensione posteriore ad assale rigido; trasmissione con trazione alle ruote posteriori, cambio a 4 rapporti + retromarcia; dimensioni e peso: passo cm 244, peso a vuoto kg 465; velocità max: circa km/h 100-110 a seconda della carrozzeria adottata.

Come ormai consolidata consuetudine in casa Lancia, anche nel caso della Ardea la fabbrica torinese ritiene di approntare uno speciale autotelaio a piattaforma (tipo 350) da destinare ai carrozzieri per le versioni fuori serie. Le ridotte dimensioni e la “classe” stessa del telaio rendono però il prodotto inidoneo allo scopo, per cui davvero pochissime saranno le Ardea realizzate su questa base meccanica.
Non è neppure certo che i pochi esemplari di Ardea “fuori serie” realizzati da Pininfarina (in versione cabriolet) e da Zagato (un esemplare unico del tipo “berlinetta panoramica”) siano stati costruiti partendo da questo autotelaio: talune fonti ipotizzano infatti che queste creazioni abbiano addirittura utilizzato pianali della versione “ taxi”.

In ogni caso, non è dato sapere quanti autotelai “350” siano stati realizzati.
Anche il periodo esatto in cui questi pianali sono stati disponibili è incerto: i più, peraltro, indicano il solo biennio 1940–41

### Tassì Roma (mod. 450)
- Periodo di produzione: 1940–1942
  - Modello tipo 450, berlina a 6–7 posti per servizio pubblico di piazza (tassì)
  - Motore: tipo 100
  - Numerazione del telaio: da 450-1001 a 450-1511
  - Unità prodotte: 511 (secondo alcune fonti 501)
  - Caratteristiche principali: motore: anteriore a 4 cilindri a V di 902,58 cm³, potenza 28,8 hp a 4.600 giri, valvole in testa; carrozzeria: berlina-tassì (4 porte, 6 luci, 6-7 posti), telaio a piattaforma, sospensione anteriore a ruote indipendenti, sospensione posteriore ad assale rigido; trasmissione con trazione alle ruote posteriori, cambio a 4 rapporti + retromarcia; dimensioni e peso: passo cm 295, lunghezza cm 446,5, larghezza cm 156,5, peso in ordine di marcia kg 1070 circa; velocità max: circa km/h 90

Sul finire del 1940 alla berlina si affianca la versione “Tassì” definita anche come tipo 450-Roma. Caratterizzata da una linea antiquata, questa versione viene realizzata abbandonando la struttura portante ed utilizzando un telaio a pianale di dimensioni (passo e carreggiata) maggiori rispetto alla berlina, per l'ovvia necessità di offrire una migliore abitabilità ai passeggeri. Il motore (e la meccanica in genere) sono evidentemente quelli della berlina, fatta eccezione per il rapporto finale di demoltiplicazione della trasmissione (con maggiore riduzione, quindi più “corto”), per la misura (maggiorata) di cerchioni e gomme, per l'aumentata capacità del serbatoio del carburante e per la netta riduzione delle prestazioni – minori velocità, accelerazione e ripresa e maggior consumo – imputabile al maggior peso (circa 300 kg in più, pari ad un aumento di quasi il 40%!).

Di questa tutto sommato non entusiasmante versione, vengono costruiti, nel triennio 1940–1942, poco più di 500 unità. Il 1941 è comunque l'anno in cui dalla fabbrica escono quasi tutti gli esemplari (424 per l'esattezza). Il numero complessivo di pezzi prodotti dovrebbe essere di 511, dal momento che la numerazione inizia dal 450-1001 e termina con il 450-1511, ma secondo altre fonti la produzione effettiva risulterebbe leggermente inferiore (501 unità)

### Furgoncino ed Autolettiga (mod. 550)

L’Ardea furgoncino attrezzato come ambulanza

- Periodo di produzione: 1945–1953 (più 9 esemplari nel 1941)
  - Modello tipo 550, furgoncino per trasporto merci od attrezzato come ambulanza-autolettiga
  - Motore: tipo 100 N-100 A-100 B
  - Numerazione del telaio: da 550-1001 a 550-8130
  - Unità prodotte: 7130 (secondo alcune fonti 7114)
  - Caratteristiche principali: motore: anteriore a 4 cilindri a V di 902,58 cm³, potenza 25 hp a 4500 giri (dal telaio 250-3171 passa a 28,8 hp a 4600 giri e dal telaio 250-4385 arriva a 30 hp a 4600 giri), valvole in testa; carrozzeria: furgoncino o autolettiga (2 porte laterali più una porta posteriore, in coda), portata del furgoncino 2 persone + 800 kg di merce, scocca portante, sospensione anteriore a ruote indipendenti, sospensione posteriore ad assale rigido; trasmissione con trazione alle ruote posteriori, cambio a 4 rapporti+retromarcia (dal telaio 550-4385 a 5 rapporti + retromarcia); dimensioni e peso: passo cm 250, lunghezza cm 404, larghezza cm 164, peso in ordine di marcia del furgoncino kg 930 circa (kg 1060 l'autolettiga); velocità max: circa km/h 80–85 (a seconda del rapporto finale di riduzione adottato).

Pare che nel 1941, in piena guerra, la Lancia abbia costruito 9 “furgoncini” con meccanica Ardea; di certo c'è che la vendita di questa fortunata versione commerciale inizia seriamente nell'immediato dopoguerra, nella seconda metà del 1945 (la numerazione inizia, nel 1945, da 550-1010). Il furgoncino Ardea – la cui denominazione di fabbrica è tipo 550 ma che viene anche pubblicizzato come “800” ad indicare la portata in chilogrammi – adotta naturalmente la meccanica di base della berlina, opportunamente adattata e modificata.
Una caratteristica degna di rilievo: il furgoncino Ardea è tra i primi in assoluto ad essere realizzato “a scocca portante” e non con il solito classico ed antiquato “telaio separato”

Inizialmente, questo furgoncino “4 marce” è munito dell'impianto elettrico a 6 volt, successivamente (dal telaio 550-3171, anno 1948) si passa – come per la berlina – ai 12 volt.
Alla fine del 1949 (dal telaio 550-4385). anche il furgoncino viene munito di cambio a 5 rapporti.

Molti furgoncini Ardea sono stati attrezzati ad ambulanza-autolettiga e come tali commercializzati dalla rete Lancia.

L'ultimo furgoncino lascia la fabbrica nel corso del 1953.

### Camioncino (mod. 650)
- Periodo di produzione: giugno 1948–1951(stimato)
  - Modello tipo 650, camioncino per trasporto merci
  - Motore: tipo 100 A (dal telaio 650-1001 al 650-2193)– tipo 100 B (dal telaio 650-2194 al 650-2600)
  - Numerazione del telaio: da 650-1001 a 650-2600
  - Unità prodotte: 1600
  - Caratteristiche principali: motore: anteriore a 4 cilindri a V di 902,58 cm³, potenza 28,8 hp a 4600 giri (dal telaio 650-2194 passa a 30 hp a 4600 giri), valvole in testa; carrozzeria: camioncino (2 porte laterali più il cassone), portata 2 persone + 800 kg di merce, scocca portante, sospensione anteriore a ruote indipendenti, sospensione posteriore ad assale rigido; trasmissione con trazione alle ruote posteriori, cambio a 4 rapporti+retromarcia (dal telaio 650-2194 a 5 rapporti + retromarcia); dimensioni e peso: passo cm 250, lunghezza cm 410, larghezza cm 156, peso in ordine di marcia kg 930 circa; velocità max: circa km/h 80–85 (a seconda del rapporto finale al di riduzione adottato).

Nel giugno del 1948 la gamma Ardea si amplia e, alla berlina ed al furgoncino, viene ad aggiungersi la versione “camioncino”. Il camioncino Ardea – la cui denominazione di fabbrica è tipo 650 ma che viene anche pubblicizzato come “800” ad indicare la portata in chilogrammi – adotta la meccanica del furgoncino, dal quale eredita anche la scocca portante.

Il camioncino nasce con l'impianto elettrico a 12 volt e con il cambio a 4 marce.
Alla fine del 1949 (dal telaio 650-2194). anche il camioncino viene munito di cambio a 5 rapporti.

La produzione del camioncino si arresta prima di quella del furgoncino (alcune fonti indicano il 1952 come ultimo anno di produzione, ma è molto probabile che la costruzione si sia arrestata tra il 1950 ed il 1951).